# Marqués de la Valdavia (metropolitana di Madrid)
Marqués de la Valdavia è una stazione della linea 10 della metropolitana di Madrid. Si trova sotto al Parque Cataluña e al Paseo de la Chopera, nel comune di Alcobendas.
La scelta del nome suscitò non poche polemiche, dato che fa riferimento al politico e aristocratico palentino Mariano Osorio Lamadrid, mentre alcuni preferivano il nome di Parque Cataluña.

## Storia
La stazione fu inaugurata il 26 aprile 2007 come parte del progetto di ampliamento della linea 10 che prende il nome di MetroNorte, volto a dare servizio ai comuni di Alcobendas e San Sebastián de los Reyes.

## Accessi
Vestibolo Marqués de la Valdavia
- Marqués de la Valdavia Calle Marqués de la Valdavia, 21
- Ascensor (Ascensore) Calle Marqués de la Valdavia, 21

Vestibolo Paseo de la Chopera
- Paseo de la Chopera Paseo de la Chopera, 48